# District de Ndola
Le district de Ndola est un district de Zambie, situé dans la province du Copperbelt. Sa capitale se situe à Ndola. Selon le recensement zambien de 2000, le district a une population de 374 757 personnes.